# Ботанический сад Соловецкого музея-заповедника
Ботанический сад на Большом Соловецком острове был основан в 1822 году архимандритом Макарием и первоначально назывался Макарьевской пустынью (в советское время пустынь стали называть хутор Горки). Ботанический сад находится в холмистой местности, между озёрами Нижний Перт и Пустынное. Площадь, занимаемая садом, составляет 5 гектар.
Первые посадки на территории Соловецкого ботанического сада не сохранились. Сейчас на территории ботанического сада произрастают растения, высаженные монахами в 1870—1920 годах, а также посадки заключённых Соловецкого лагеря особого назначения (1927—1936 годы). Ботанический сад находится под управлением музея, постоянно поддерживается. Остались старые посадки бадана толстолистного вдоль центральной дороги. На территории сада произрастает более тридцати видов древесных растений, около 500 видов и сортов декоративных, лекарственных, пищевых и кормовых растений.
Сейчас самыми старшими по возрасту являются сибирские кедры и яблони Палласа, которым более ста лет. Помимо них, на территории Соловецкого ботанического сада произрастают липа мелколистная, черёмуха пенсильванская, чай даурский, роза морщинистая и многие другие растения, которые климатически не характерны для северных широт. Около сада находился воскобительный завод, по трубам которого тепло подавалось в парники (в них росли арбузы, дыни, персики). Также отапливалась оранжерея с цветами.